# 257 TCN
257 trước công nguyên (TCN) là một năm trong lịch La Mã.